# 大名時計博物館
大名時計博物館（だいみょうとけいはくぶつかん）は、東京都台東区谷中にある時計の博物館である。1974年4月に開設された。陶芸家である上口愚朗により収集された江戸時代の大名時計が公開されている。